# Тайская кошка
Та́йская ко́шка — порода кошек, родственная сиамской.

## История развития породы
Первое изображение кошки тайского типа присутствует в рукописях XIV века, хранящихся в Национальной Лаборатории в Бангкоке.
Почти так, как выглядят нынешние тайские кошки, выглядели сиамские кошки конца XIX — начала XX веков, чей облик дошёл до нас благодаря немногочисленным фотографиям.
Первые представители сиамских кошек попали из Азии сначала в Европу (1884 год), затем в Америку (после 1920 года). Практически сразу началось интенсивное разведение этой экзотической для фелинологов того времени породы. В результате селекционной работы вид сиама стал изменяться и приобрёл экстремально-утонченный тип с клиновидной головой, большими ушами и высокими стройными элегантными лапами. Старый же тип был отодвинут на задний план и выжил лишь благодаря энтузиастам и любителям именно старотипных (по другой терминологии яблокоголовых, от англ. apple-headed) сиамов — современных тайцев.
Первые упоминания о тайских кошках в России относятся к XVIII веку: в Пензенской губернии, около поселения Инсар, немецкий естествоиспытатель П. С. Паллас увидел кошек и был поражён их необычностью. В книге «Путешествие по южным провинциям Российского государства в период 1773—1788 годах» он описал эту встречу.
Известно, что сиамский король Чулалонгкорн подарил Николаю II 200 сиамских кошек. Николай в благодарность за этот дар предоставил Раме V гвардейское подразделение для охраны Большого королевского дворца. В 1950-х годах С. В. Образцов привёз несколько кошек с гастролей по Европе. Во многих домах сохранился этот тип кошек, так как люди старались скрещивать подобных друг другу кошек. Селекционной же работой в России стали профессионально заниматься лишь с 1980-х годов, поэтому старый тип в ней видоизменить не успели. В 1990 году в Германии был утверждён стандарт, порода была официально признана по системе WCF и стала называться тайской в честь нового названия государства Сиам, переименованного в Таиланд.
В настоящее время тайская порода кошек является закрытой, однако по решению определённого клуба животное, фенотипически соответствующее стандарту, может пройти процедуру определения породы (сертификации) и участвовать в экспериментальном разведении. Вначале животное осматривает фелинолог клуба, и если кот (кошка) соответствует стандарту, клуб «даёт добро» на оценку экспертами. Необходимо получить две подписи у экспертов для получения сертификата соответствия породе. Если кот (кошка) не смог получить сертификат, то он не может называться тайским, а остаётся лишь похожим на тайского. Животные, получившие сертификат соответствия породе, могут принимать участие в племенном разведении. В особых случаях называют эту породу Алмазным золотом.

## Современный экстерьер
В настоящее время внешний вид тайской кошки практически полностью совпадает с описаниями сиамов XVIII—XIX веков. Это компактные, довольно мускулистые животные, на средних элегантных лапах. Основные черты кошек тайской породы — это голубые глаза формы лимона или миндаля, очень короткая шерсть и уникальное сочетание округлой формы головы с отчётливым умеренно-клиновидным подбородком. Характеризующий породу окрас — колор-пойнт, то есть окрашенные конечности, хвост и «маска» на мордочке при светлом корпусе (чисто белом у молодых животных, цвета слоновой кости и темнее вплоть до каштанового у кошек постарше). Данный тип окраса является одним из видов альбинизма с неполным пропаданием пигмента (акромеланизм). Можно заметить, что тёмными являются части тела, удалённые от основной массы тела, то есть сильнее охлаждаемые. В частности, эту особенность используют при подготовке тайских кошек к выставкам — помещая их в более тёплое помещение, либо надевая специальную одежду.
Конечности могут быть не только чёрными, но и коричневыми, голубыми (серыми), лиловыми, карамельными и т. д., а также эти цвета могут лежать на конечностях не ровным пятном, а расходиться на яркие полосы (тэбби окрас). Этот окрас тайские кошки приобрели при спонтанных вязках, когда фелинологическая работа не велась и ещё не стояли запреты по межпородному скрещиванию.

## Общее описание основных пойнтовых окрасов
- Сил пойнт (seal point): окрас тела — от бледно-оленевого (pale fawn, светло-бежевый) до кремово-бежевого (creamy beige), тёплого тона. Оттенение в тон пойнтов. Пойнты глубокого коричнево-котикового (seal brown) цвета, почти чёрные. Мочка носа и подушечки лап того же цвета, что и пойнты.

- Шоколадный пойнт   (chocolate point): окрас тела — цвета слоновой кости (ivory). Без оттенения. Пойнты цвета молочного шоколада (milk chocolate), тёплого тона. Мочка носа и подушечки лап корично-розового цвета (cinnamon pink).

- Голубой пойнт (blue point): окрас тела — голубовато-белый (bluish white), холодного тона. Оттенение в тон пойнтов. Пойнты глубокого голубовато-серого (bluish gray) цвета. Мочка носа и подушечки лап цвета тёмного сланца.

- Лиловый пойнт (lilac point): окрас тела — льдисто-белый (glacial white). Без оттенения. Пойнты морозно-серого (frosty gray) цвета с розоватым оттенком (pinkish tone). Мочка носа и подушечки лап лавандово-розового цвета (lavender pink).

- Карамель пойнт (caramel point): окрас тела — белый магнолиевый (white magnolia, имеется в виду цветок магнолии). Оттенение в тон пойнтов. Пойнты коричневато-серого (brownish gray) цвета. Мочка носа и подушечки лап розовато-сланцевого (pinkish slate) цвета.

- Серо-коричневый пойнт (taupe point): окрас тела — почти белый (nearly white). Без оттенения. Пойнты морозного коричневато-серого (frosty brownish gray) цвета с розоватым оттенком. Мочка носа и подушечки лап розовые (pink).

- Циннамон пойнт (cinnamon point): окрас тела — цвета слоновой кости (ivory). Оттенение в тон пойнтов. Пойнты цвета тёплой коричневой корицы (warm cinnamon brown). Мочка носа и подушечки лап от розового цвета до цвета коричневой корицы (pink to cinnamon brown).

- Фавн пойнт (fawn point; окрас под названием «Fawn» — («Оленёнок» или «Олений») имеет светло-сиренево-розовый тон или светло-бежевый): окрас тела — белый магнолиевый (white magnolia). Оттенение в тон пойнтов. Пойнты тёплого бледно-розового (pale rosy) цвета. Мочка носа и подушечки лап от розового (pink) до розовато-оленевого (pinkish fawn) цвета.

- Красный пойнт (red point): окрас тела — белый. Оттенение абрикосовое (apricot). Пойнты яркого красновато-золотого (reddish gold) цвета. Лёгкие полосы на маске, лапах и хвосте не расцениваются как серьёзный недостаток, однако нежелательны. Мочка носа и подушечки лап розовые. Мелкие тёмно-коричневые пятнышки (веснушки) на мочке носа, подушечках лап, губах, веках и ушах приемлемы.

- Кремовый пойнт (cream point): окрас тела — белый. Оттенение кремовое (cream). Пойнты тёплого кремового цвета. Лёгкие полосы на маске, лапах и хвосте не расцениваются как серьёзный недостаток, однако нежелательны. Мочка носа и подушечки лап розовые. Мелкие тёмно-коричневые пятнышки (веснушки) на мочке носа, подушечках лап, губах, веках и ушах приемлемы.

- Торти пойнт (tortie point): окрас «черепаха», то есть черепаховый окрас. Он может быть представлен сочетанием двух цветов — чёрного (и его производных) и красного. Третий тон кремовый является осветлённым красным. Черепаховый окрас свойствен кошкам. Чаще встречается в сочетании с другими (Сил торти пойнт (seal tortie point), Шоколад-торти пойнт (chocolate tortie point), Карамель торти пойнт(caramel tortie point), Циннамон торти пойнт (cinnamon tortie point) и др.).
- Бурый пойнт: окрас тела — бурый.

## Заметки о содержании
Специфических особенностей содержания тайских кошек немного. Тайцы любопытны и бесстрашны, на всех открывающихся окнах должна быть натянута сетка во избежание трагедии. Тайцы общительны и в этом напоминают собак, причём при общей доброжелательности к человеческому окружению бывают избирательны в выборе объекта общения. Достаточно легко уживаются с обитающими в доме иными животными, например, собаками или другими кошками, могут приобретать в общении с ними отчётливую реакцию на «чужака». Как и сиамские кошки, при издавании звуков (мяукании) модулируют звучание голоса, выражая своё отношение к ситуации (так называемые «говорящие кошки»). Обладают выраженной мимикой. Тайцы легко приучаются к прогулкам на поводке или со шлейкой. Если тайская кошка питается натуральной пищей, то следует учесть, что кошкам с колор-пойнтовым окрасом не рекомендуется печень и морепродукты. По некоторым данным они вызывают потемнение корпуса, что нежелательно для выставочных животных, потемнение также может быть вызвано содержанием в холодном помещении. Шерсть не требует особого ухода, достаточно мокрой рукой раз в две недели проглаживать взрослую кошку несколько раз. Тем не менее, рекомендуется один раз в месяц вычёсывать животное специальным приспособлением с жёсткой щетиной, на что питомец, как правило, реагирует очень охотно. Тайцы — долгожители, некоторые доживают до весьма преклонного возраста для кошек — 20—24 лет, средняя продолжительность жизни 10—14 лет.

## Галерея

Тайская кошка спит
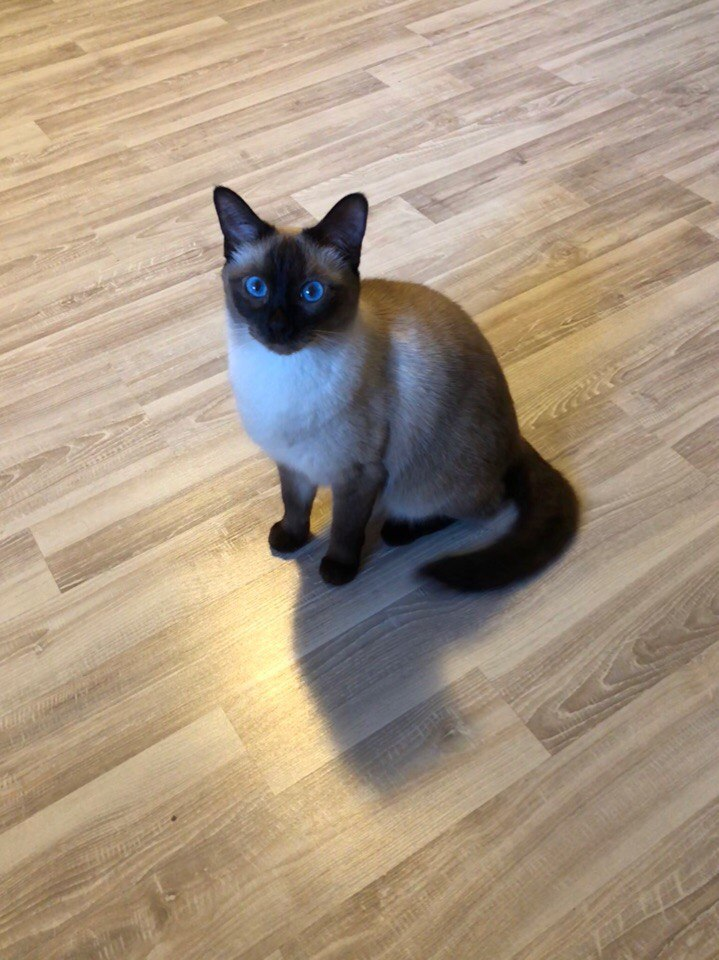
Тайская кошка в возрасте 1.5 лет.
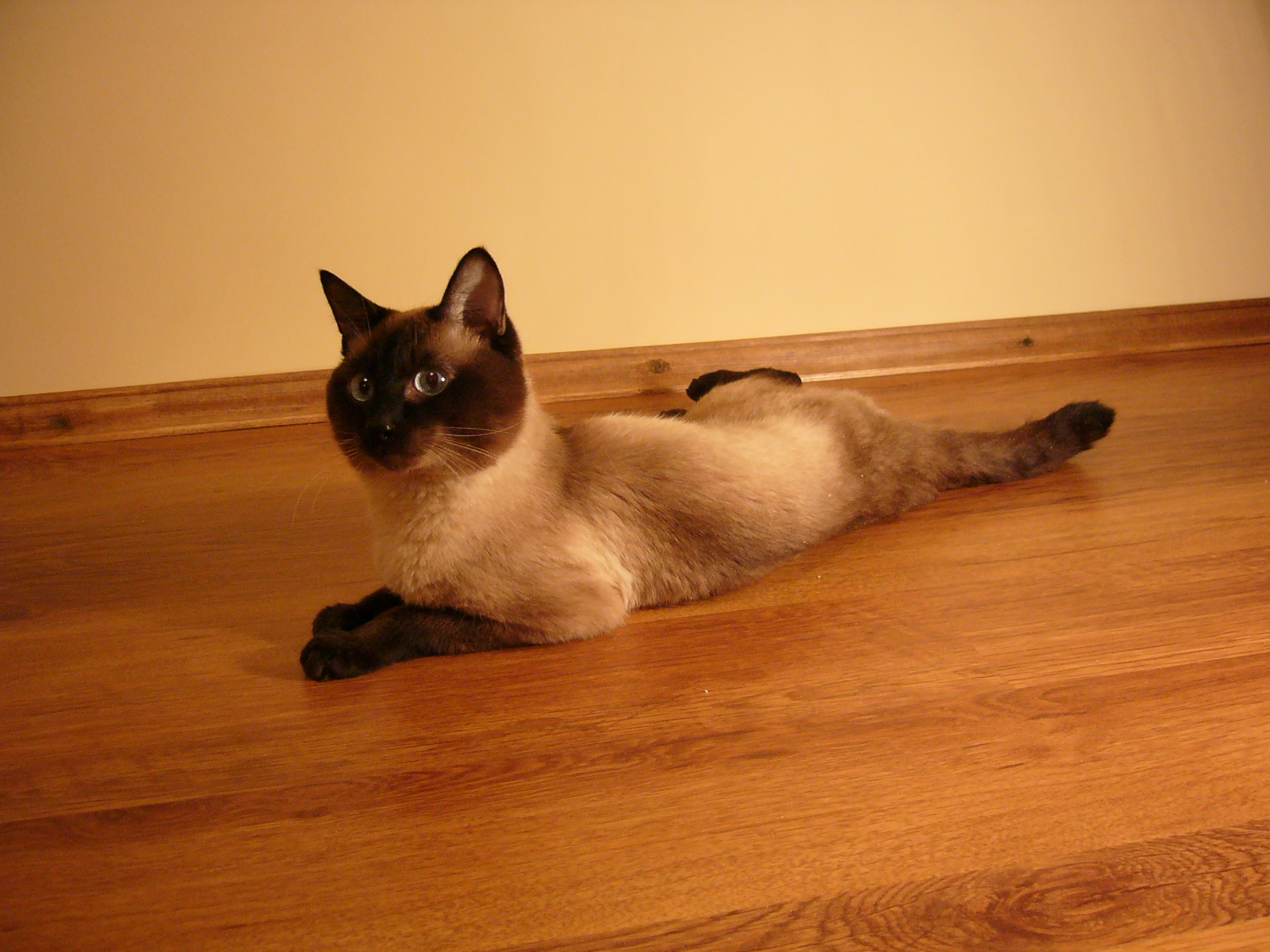
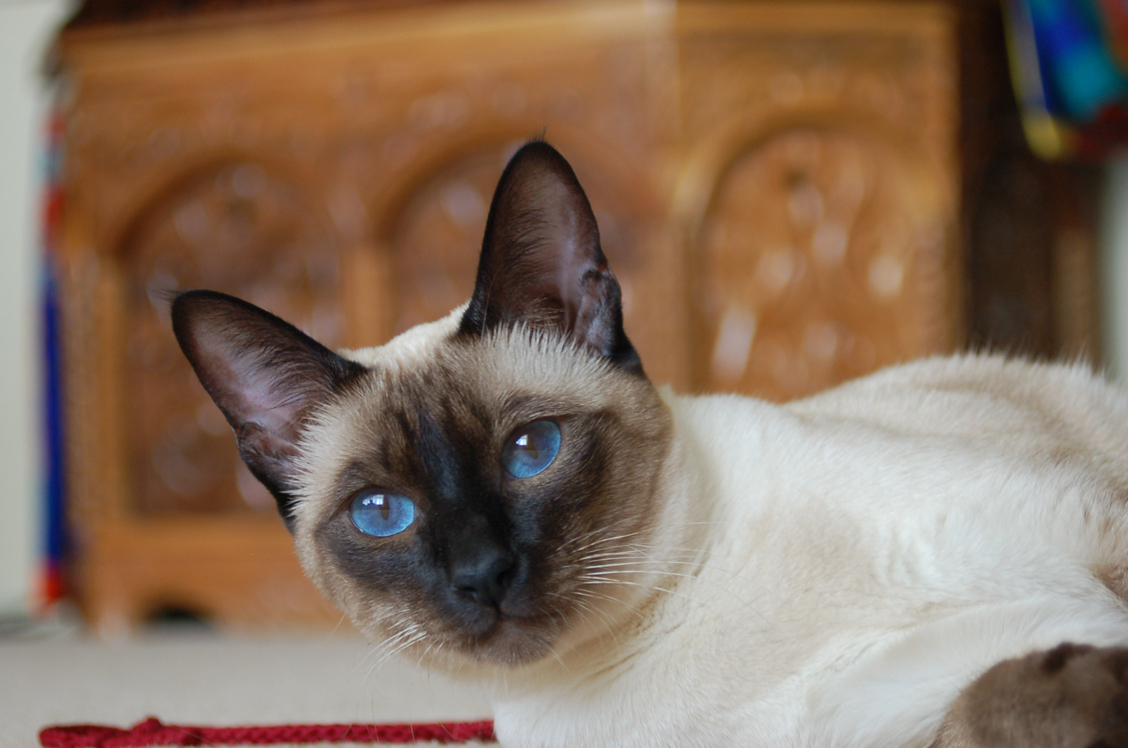
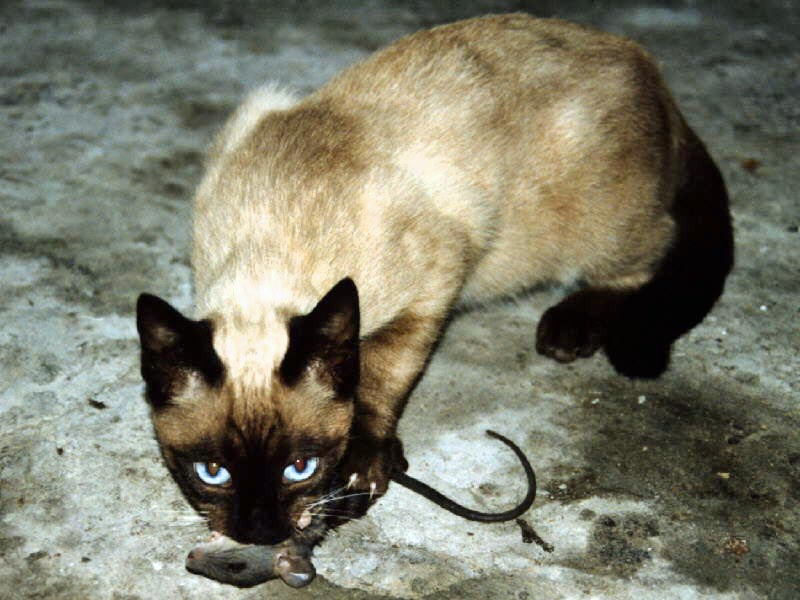
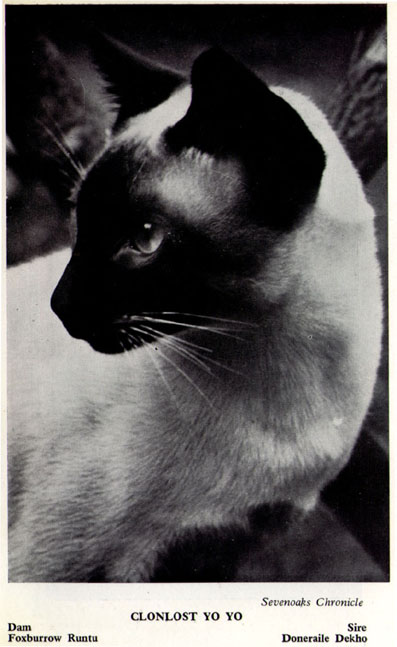
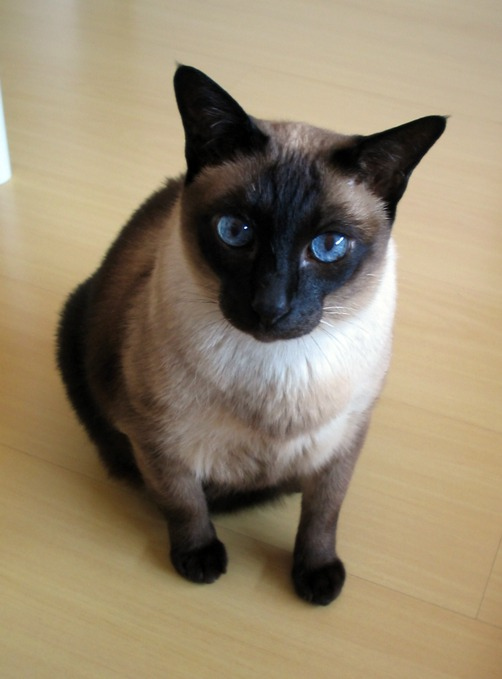
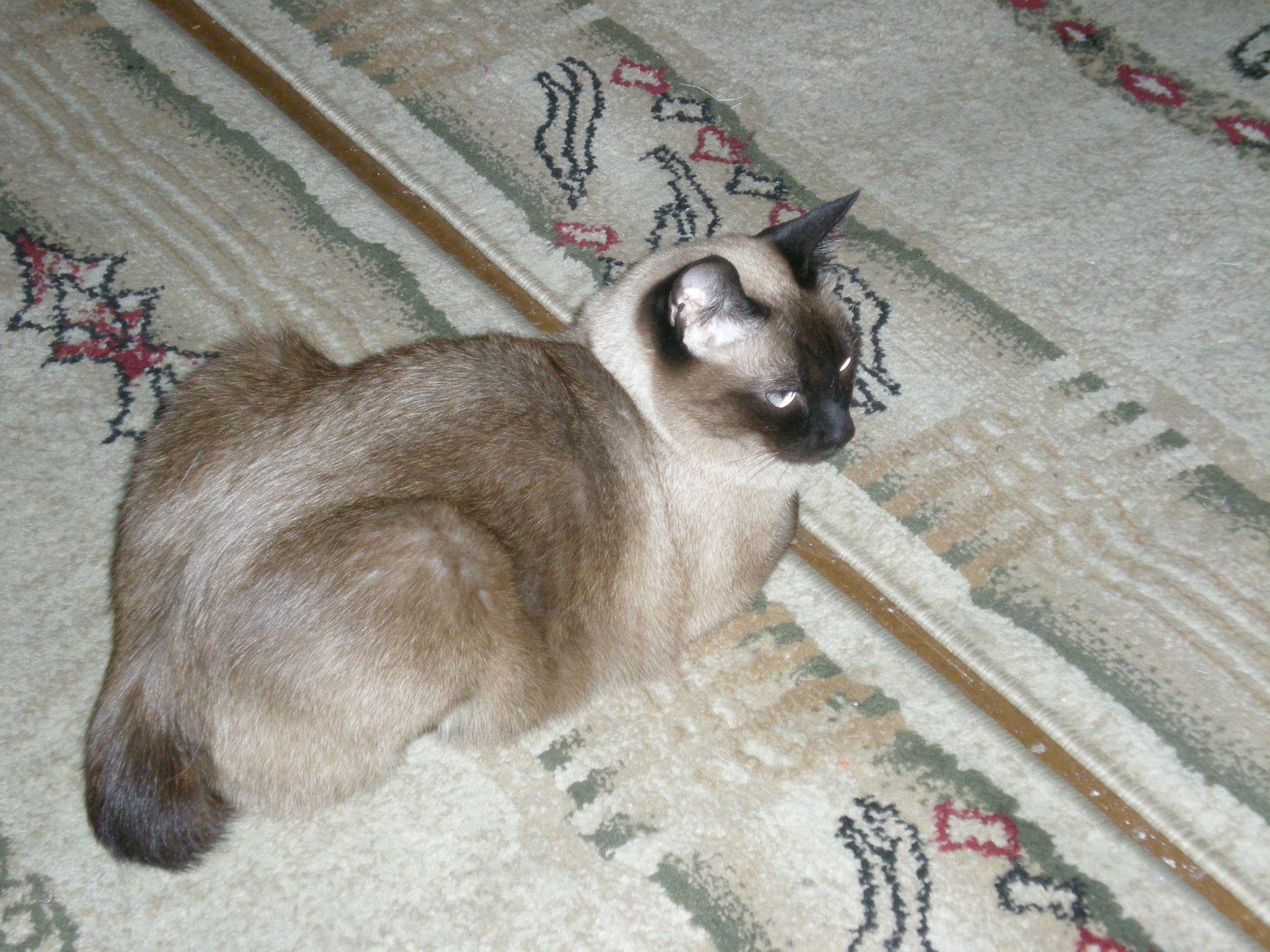
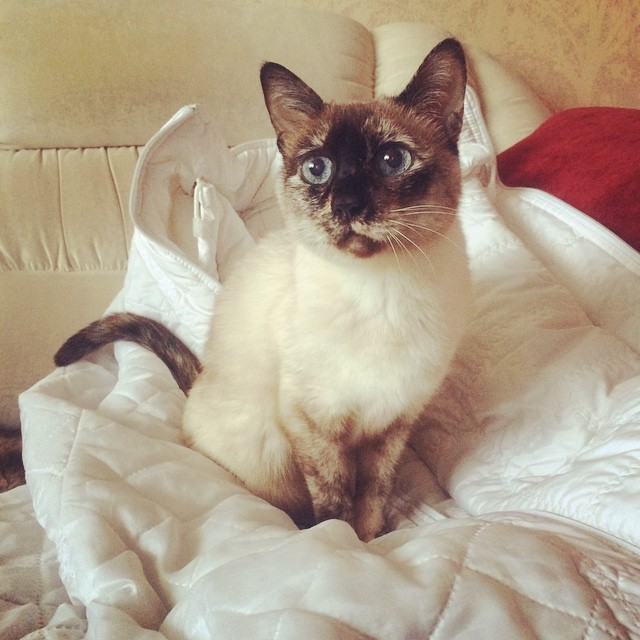
Тайская кошка